# Martin Linton

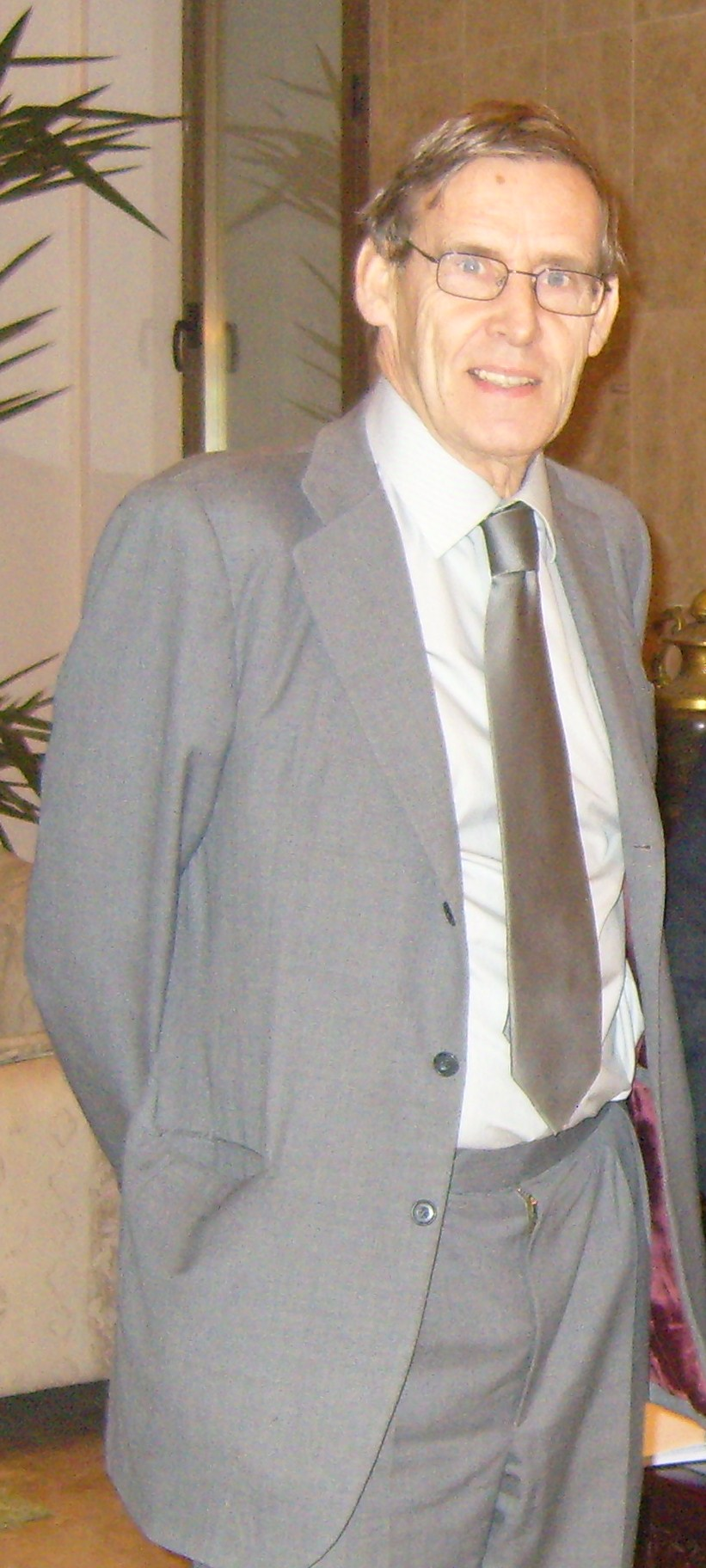
Martin Linton

John Martin Linton também conhecido por Martin Linton (Estocolmo, 11 de Agosto de 1944) é um político britânico e membro do Parlamento do Partido Trabalhista por Battersea desde 1997. Foi reeleito em 2001 e novamente com uma maioria de 163 votos em 2005.